# Film Socialisme
Film Socialisme es una película francesa del 2010 dirigida por Jean-Luc Godard.
La película fue presentada en la sección Un Certain Regard del Festival de Cannes en 2010, tuvo una recepción variada y fue estrenada en Francia dos días después, el 19 de mayo de 2010. También se presentó en la 48.ª edición del Festival de cine de Nueva York.

## Argumento
Según las sinopsis del sitio oficial de la película, esta se compone de tres movimientos:
- El primer movimiento, Des choses comme ça («Cosas como estas») se desarrollas en crucero, mostrando conversaciones en diversos lenguajes entre un variado conjunto de pasajeros. Los personajes incluyen un viejo criminal de guerra, un oficial de las Naciones Unidas, y un detective ruso. Hay un cameo de la cantante y compositora estadounidense Patti Smith.[4]
- El segundo movimiento, Notre Europa («Nuestra Europa»), tiene lugar en una estación de servicio e involucra a un par de niños, una joven y su hermano menor, quienes convocan a sus padres ante el «tribunal de su infancia» para aparecer exigir respuestas sobre libertad, igualdad, y fraternidad.
- El movimiento final, Nos humanités («Nuestras humanidades»), visita seis sitios legendarios: Egipto, Palestina, Odesa, Grecia, Nápoles y Barcelona.

## Reparto
- Catherine Tanvier: la madre.
- Cristiano Sinniger: el padre.
- Jean-Marc Stehlé: Otto Golberg.
- Nadège Beausson-Diagne: Constance.
- Patti Smith: el guitarrista.
- Olga Riazanova: agente secreto ruso.
- Élisabeth Vitali: periodista de FR3.
- Ojo Haidara: camarógrafo de FR3.
- Alain Badiou: el filósofo.
- Robert Maloubier: persona de la vida real.
- Agatha Couture.
- Maurice Sarfati.
- Lenny Kaye.
- Bernard Maris.
- Elias Sanbar.

## Producción
La fotografía principal empezó en 2008, originalmente se pensaba estrenar la película el 10 de enero de 2010, pero debido a su extensa posproducción se retrasó su estreno. La mayor parte de la película se filmó alrededor del mar Mediterráneo.
Esta es la primera película de Godard en video de alta definición y con una relación de aspecto de 16:9, así como ser la primera, en varias décadas, de no ser fotografiada en 4:3. Aunque Godard es uno de los primeros directores importantes en filmar y editar en video, y editar la mayor parte de su trabajo desde mediados de 1970, esta es la primera película que ha filmado en su totalidad con un formato digital. Al igual que en muchas de sus otras películas, Anne-Marie Miéville trabajó en esta, otros colaboradores usuales que formaron parte de la película son Fabrice Aragno y Louma Sanbar.
El crucero que aparece es el Costa Concordia. Sufrió un accidente en enero del 2012.

## Recepción
La recepción de Film Socialisme fue mixta. Rotten Tomatoes le otorgó un 59% basándose en 56 reseñas. Metacritic le dio una puntuación de 64 sobre 100, basándose en 13 reseñas.
Michael Phillips, crítico de cine para el Chicago Tribune dio a la película tres estrellas de cuatro, diciendo, «Aquéllos receptivos al sentido del humor de Godard encontrarán a Film Socialisme una elusiva aunque expansiva provocación. Aquéllos menos receptivos la encontrarán elusiva, punto».
El crítico de cine británico Mark Kermode, quien asistió a la presentación durante el Festival de Cannes, la describió como la peor película del festival. Kermode incluyó Film Socialisme en su lista de las peores películas del 2011.
Roger Ebert describió la película como «una afrenta. Es incoherente, enloquecida, deliberadamente opaca y desatenta de la manera en que la gente mira películas».

## Presentaciones en festivales de cine
Film Socialisme ha aparecido en numerosos festivales de cine alrededor del mundo, incluyendo:
- Festival de Cannes 2010 - Un Certain Regard.
- Festival Internacional de Cine de Toronto 2010 - categoría Máster.
- Festival Internacional de Cine de Melbourne 2010.
- Festival Internacional de Cine de Róterdam 2011.